# Margarethenkirche (Niederkirchen)

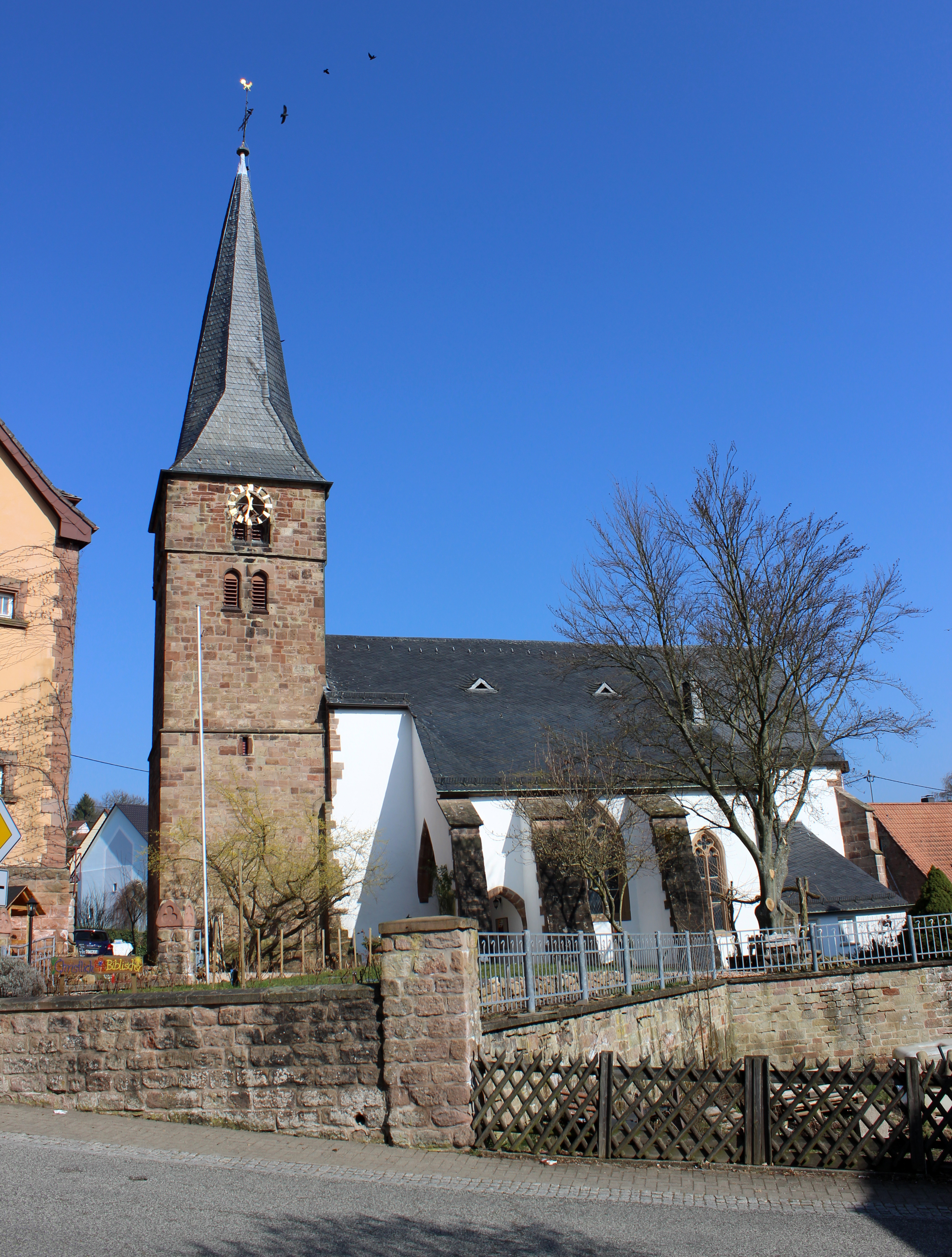
Die Evangelische Kirche in Niederkirchen

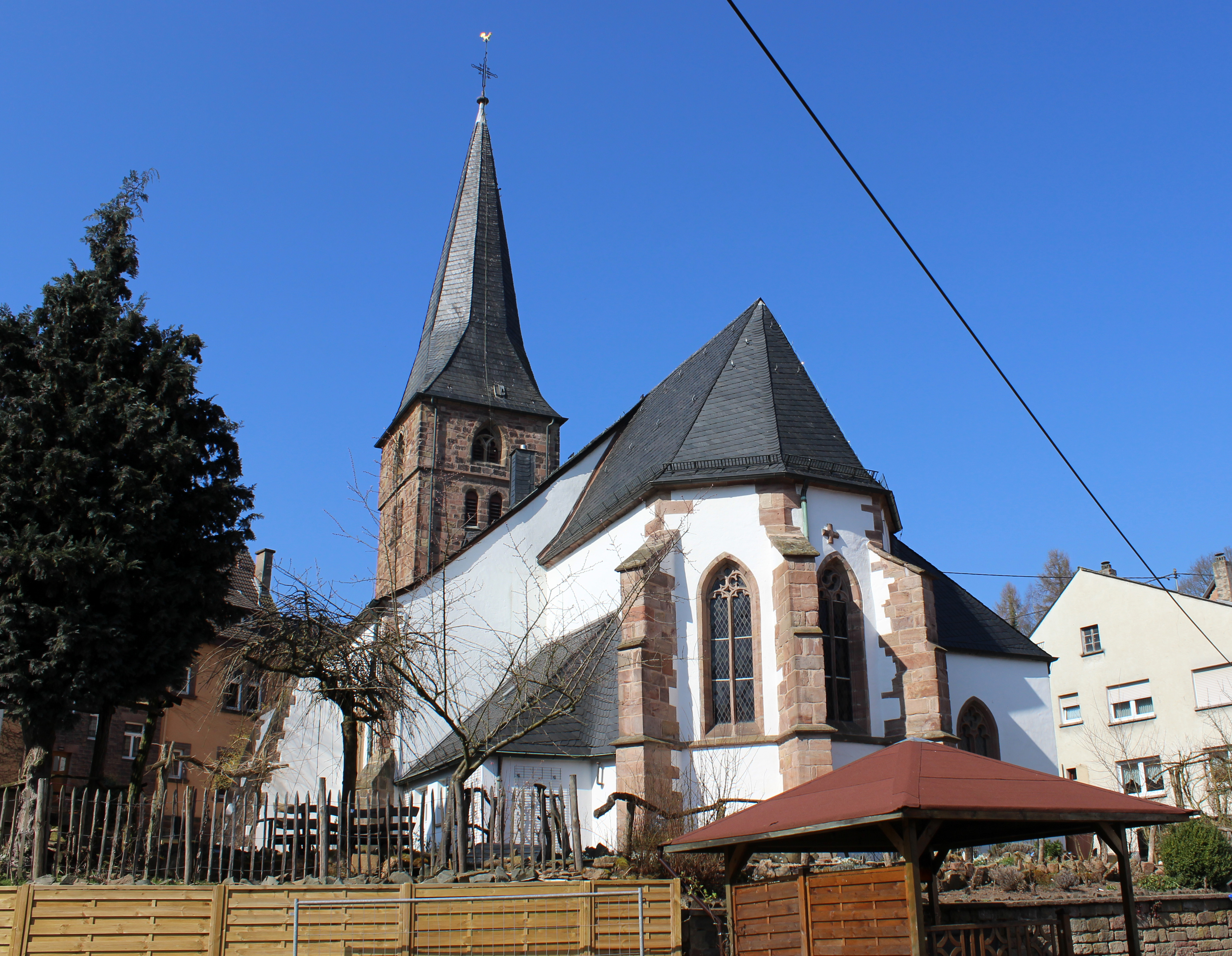
Weitere Ansicht der Kirche

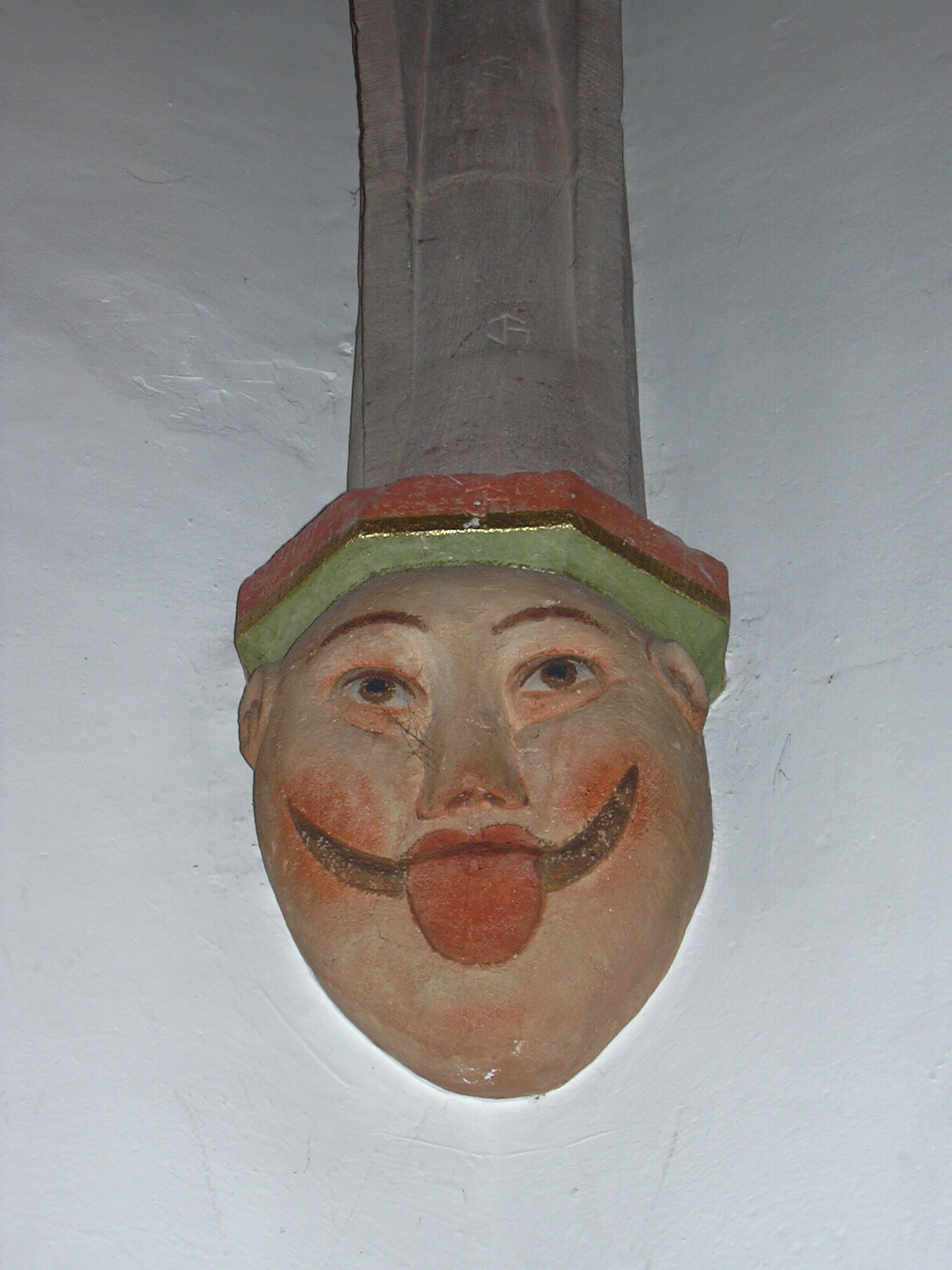
Maskenkonsole

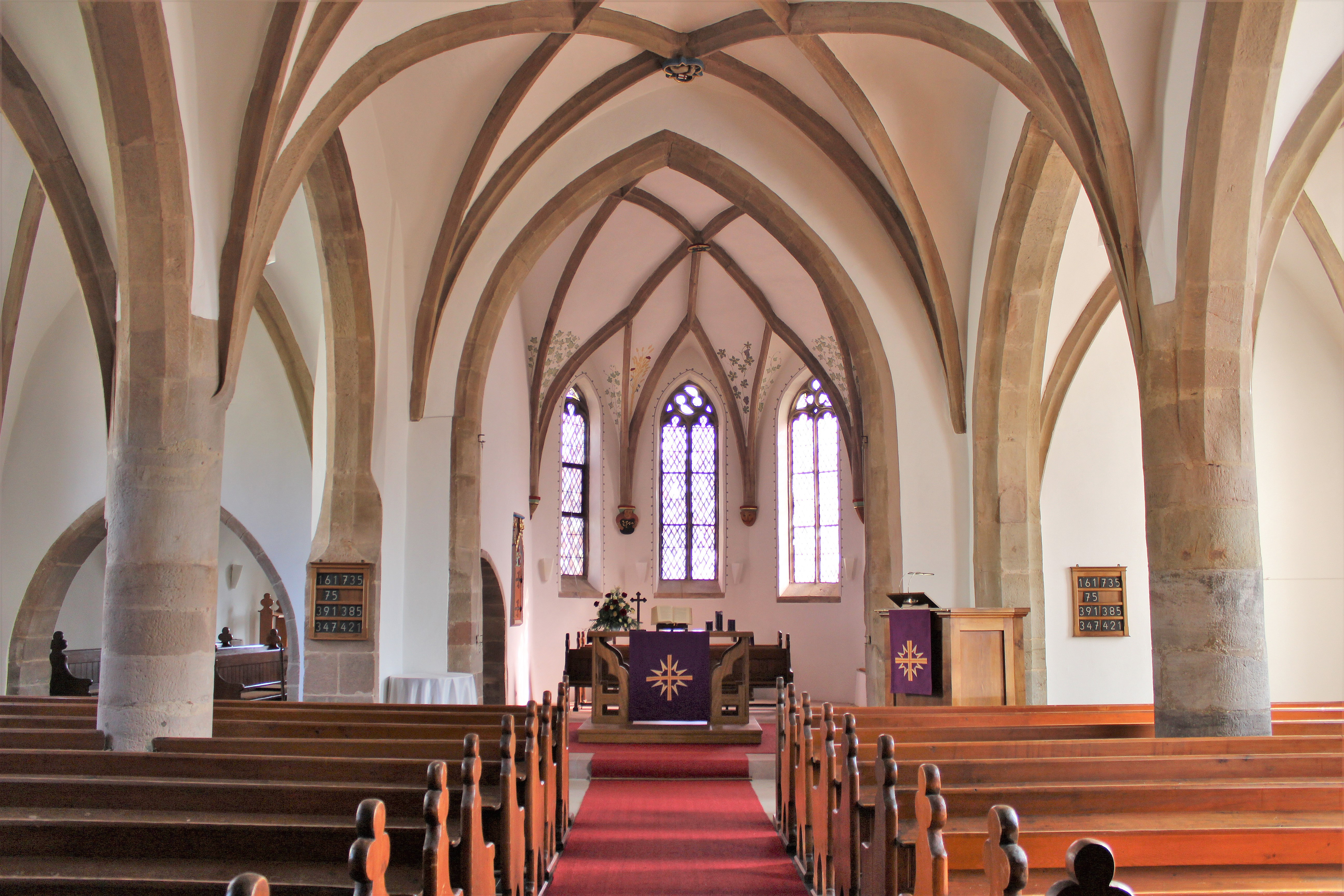
Blick ins Innere der Kirche

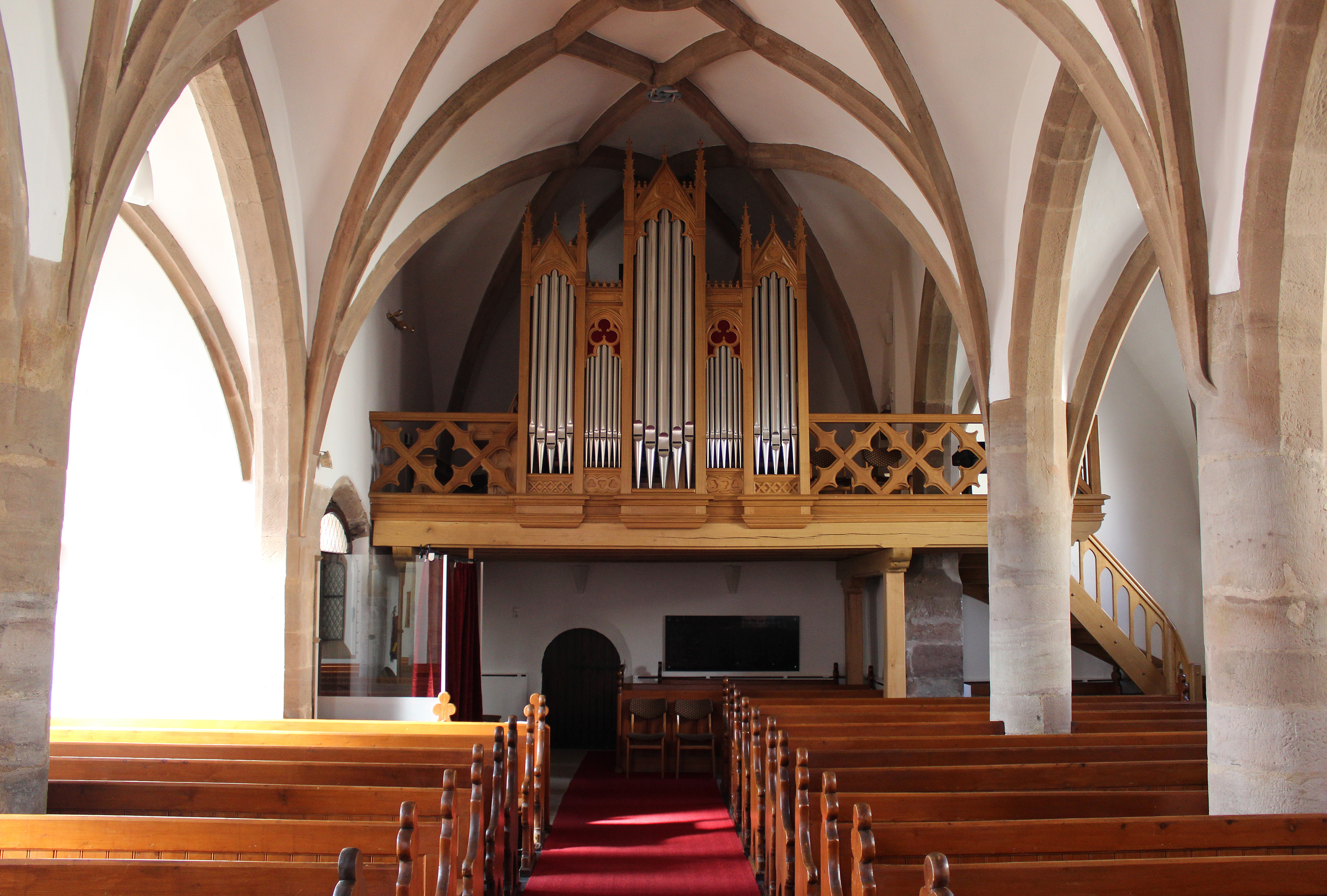
Blick zum Orgelprospekt

Die Margarethenkirche ist eine protestantische Kirche in Niederkirchen, einem Stadtteil der saarländischen Kreisstadt St. Wendel. Das Gotteshaus ist Pfarrkirche der Protestantischen Kirchengemeinde Niederkirchen im Ostertal im Kirchenbezirk (Dekanat) Kusel der Evangelischen Kirche der Pfalz. Die Kirche ist in der Denkmalliste des Saarlandes als Einzeldenkmal aufgeführt und gilt als eine der best erhaltenen gotischen Dorfkirchen im Saarland.

## Geschichte
Die Anfänge der Kirche reichen bis ins frühe Mittelalter zurück. So wird in Niederkirchen bereits im 9. Jahrhundert eine Kapelle mit Friedhof angenommen. 977 findet bereits eine Kirche Erwähnung, die durch das Kloster Disibodenberg unterhalten wurde. Das Kloster war dabei im Besitz des Kirchenschiffs, während das Kapitel des Mainzer Doms den Chor der Kirche besaß. Für das 12. Jahrhundert ist eine Umgestaltung der Kirche im Stil der Frühgotik anzunehmen.
Der Niedergang des Klosters Disibodenberg führte Mitte des 13. Jahrhunderts zum Übergang der Niederkirchener Besitzungen an das Kloster Wörschweiler im Bliesgau. Nach dem Aussterben der Grafen von Veldenz aus dem Haus Geroldseck, auf deren Territorium Niederkirchen lag, kam der Ort im Jahr 1444 an die Herzöge von Pfalz-Zweibrücken.
Anfang des 16. Jahrhunderts erhielt die Kirche, die das Patrozinium der Heiligen Margareta von Antiochia, der Schutzpatronin der Bauern und Ammen trug, ihre heutige, spätgotische, Gestalt.
Nach Einführung der Reformation im Herzogtum Pfalz-Zweibrücken in den 1530er Jahren wurde die Kirche evangelisch. Einige Jahre später wurde sie der Kirchenschaffnei von Zweibrücken übergeben.

## Architektur und Ausstattung
Zu den ältesten Teilen der Kirche, die aus dem 12./13. Jahrhundert datieren, gehören das Untergeschoss des Turms und ein Raum mit Tonnengewölbe an der Nordseite, der heute als Taufkapelle dient. Im 16. Jahrhundert erfuhr der Turm durch ein vorkragendes Obergeschoss mit Spitzhelm eine Aufstockung.
An den Turm schließt sich im Osten das Langhaus an, dessen südliche Außenwand durch kräftige, nachträglich angebaute Strebepfeiler abgestützt wird. An das Langhaus wiederum ist ein dreiseitig geschlossener, mit 1517 datierter Chorraum angefügt, an den südlich eine Sakristei angebaut ist. Auch der Chor verfügt über Strebepfeiler, die aber nicht so wuchtig sind, wie die des südlichen Langhauses.
Das Innere der Kirche, das in drei Schiffe unterteilt ist, wird durch ein spätgotisches Netzgewölbe geprägt. Bemerkenswert sind die grotesken Masken die bei einigen Gurtbögen der Gewölbe als Konsolenfiguren dienen. Die Schlusssteine der Gewölbe beherbergen symbolische Motive. So finden sich darunter der Bundschuh und eine sich nach einem Ring ausstreckende Hand, dessen Symbolgehalt ungeklärt ist. Letzteres Motiv findet sich auch an der Außenwand des Chores.
Im südlichen Langhaus haben sich die spätgotischen Fenster mit ihrem kompletten Maßwerk erhalten.

## Orgel
Bis 2008 befand sich in der Kirche eine Orgel der Firma E. F. Walcker (Ludwigsburg), die 1897 erbaut wurde. 1955 kam es durch die Firma Hugo Mayer (Heusweiler) zu einer weitgehenden Umgestaltung der Disposition und des Prospekts im Sinne des Neobarock. 1985 führte die Firma Mayer eine geringe Dispositionsänderung durch.
Von 1897 bis 1955 befanden sich die Orgelpfeifen in einem neugotischen Gehäuse aus Föhrenholz, ab 1955 in einem Freipfeifenprospekt.
Die heutige Orgel wurde 2009 von der Firma Yves Koenig der unter Verwendung des Pfeifenwerks der Walcker- bzw. Mayer-Orgel erbaut. Das Schleifladen-Instrument und verfügt über 16 (19) Register verteilt auf 2 Manuale und Pedal. Die Spiel- und Registertraktur ist mechanisch. Die Disposition lautet wie folgt:
| I Hauptwerk C–f3 |             |             |
| 1.               | Principal   | 8′          |
| 2.               | Rohrgedackt | 8′          |
| 3.               | Octave      | 4′          |
| 4.               | Koppelflöte | 4′          |
| 5.               | Octave      | 2′          |
| 6.               | Cornet III  | 2 ⁄3′(ab g) |
| 7.               | Mixtur IV   | 1′          |

| II Positiv C–f3 |            |    |
| 8.              | Gedackt    | 8′ |
| 9.              | Salicional | 8′ |
| 10.             | Flöte      | 4′ |
| 11.             | Quint      | 3′ |
| 12.             | Flageolet  | 2′ |
| 13.             | Trompete   | 8′ |

| Pedal C–d1 |             |                       |
| 14.        | Subbaß 16′  |                       |
| 15.        | Octavbaß 8′ |                       |
|            | Gedackt     | 8′ (Ext. Subbass 16′) |
|            | Octave      | 4′ (Ext. Octavbaß 8′) |
| 16.        | Posaune 16′ |                       |
|            | Trompete    | 8′ (Ext. Posaune 16′) |

- Koppeln,Spielhilfen: Wechselbare Manualkoppel (Entweder II/I oder I/II), I/P, II/P

| I Hauptwerk |              |       |
| 1.          | Rohrflöte    | 8′    |
| 2.          | Prinzipal    | 4′    |
| 3.          | Kleingedackt | 4′    |
| 4.          | Waldflöte    | 2′    |
| 5.          | Mixtur V     | 1 ⁄3′ |
| 6.          | Trompete     | 8′    |

| II Positiv |                |       |
| 7.         | Gedackt        | 8′    |
| 8.         | Koppelflöte    | 8′    |
| 9.         | Prinzipal      | 4′    |
| 10.        | Sesquialter II | 2 ⁄3′ |

| Pedal |             |
| 11.   | Subbaß 16′  |
| 12.   | Octavbaß 8′ |

| I Hauptwerk |                |       |
| 1.          | Rohrflöte      | 8′    |
| 2.          | Prinzipal      | 4′    |
| 3.          | Kleingedackt   | 4′    |
| 4.          | Waldflöte      | 2′    |
| 5.          | Sesquialter II | 2 ⁄3′ |
| 6.          | Mixtur V       | 1 ⁄3′ |

| II Positiv |             |      |
| 7.         | Gedackt     | 8′   |
| 8.         | Koppelflöte | 4′   |
| 9.         | Prinzipal   | 2′   |
| 10.        | Cymbel III  | 1⁄2′ |

| Pedal |             |
| 11.   | Subbaß 16′  |
| 12.   | Octavbaß 8′ |

| I Hauptwerk |                    |       |
| 1.          | Bordun             | 16′   |
| 2.          | Principal          | 8′    |
| 3.          | Konzertflöte       | 8′    |
| 4.          | Dolce              | 8′    |
| 5.          | Praestant          | 4′    |
| 6.          | Cornett-Mixtur III | 2 ⁄3′ |

| II Manual |                |    |
| 7.        | Gedackt        | 8′ |
| 8.        | Viola di Gamba | 8′ |
| 9.        | Rohrflöte      | 4′ |

| Pedal |             |
| 10.   | Subbaß 16′  |
| 11.   | Octavbaß 8′ |

## Glocken
Im Turm der Kirche befindet sich ein Geläute bestehend aus zwei Glocken. Die beiden Glocken aus Bronze, gegossen von Meister Otto von Speyer, stammen aus dem Jahre 1414 und stellen somit das älteste komplett erhaltene Duettgeläut im Saarland dar. Von 1925 bis 1942 befand sich noch eine dritte Glocke im Turm, die von der Glockengießerei Pfeifer (Kaiserslautern) stammte. Sie wurde während des Zweiten Weltkrieges 1942 abgenommen und zu Kriegszwecken eingeschmolzen.
| Nr. | Ton | Gewicht (kg) | Durchmesser (cm) | Inschrift                                       |
| 1   | as` | 650          | 102,1            | + O REX GLORIE XPE VENI CVM PACE M.CCCC.XIIII + |
| 2   | b`  | 400          | 88               | + REX GLORIE XPE VENI CVM PACE +                |

## Garten
Um die Kirche herum wurde ein „Biblisch-christlicher Garten“ angelegt, in dem man über 200 Pflanzen aus biblischer und christlicher Tradition sowie Einblicke in biblische Geschichten und das biblische Land erkunden kann.
Dabei sind an verschiedenen Stationen biblische Geschichten mit Pflanzen in Bezug gebracht. So dienen z. B. Engelstrompeten, deren Blüten in Glockenform Posaunen ähnlich sehen, als Hinweis auf das Jüngste Gericht bzw. dienen als Symbol von dessen Ankündigung. Umgesetzt wurden auch Themen wie das alltägliche Leben im alten Israel, der traditionelle Ackerbau, christliche Feste und der klösterliche Bereich im Garten.